# Pihhunijasz
Pihhunijasz (Piḫḫuniyaš) a kaszkák népének egyetlen ismert királya az i. e. 14. század végén, a Tipijasz nevű tartomány uralkodója. Személye csak II. Murszilisz uralkodásáról beszámoló Tíz év évkönyveiből ismert (AM 88-89, CTH#61). Ennek 32. §-a írja le Pihhunijasz királyságának kikiáltását.
A Hettita Birodalom biztonságát az i. e. 14. század folyamán végig veszélyeztették a kaszkák északról, és nyugatról Arzava. Ebben az évszázadban a hettiták visszaszorultak Anatólia északi részén (Felső-Hatti) egészen a Marasszanta folyó völgyéig, olyannyira, hogy Nenassza lett az északi határváros. A királyság legfontosabb városai állandó fenyegetés alatt éltek.
A kaszkák territóriuma Pihhunijasz alatt érte el legnagyobb kiterjedését. Királyságát rögtön hettita területek elfoglalásával kezdte, Felső-Hatti Isztitina nevű településével. Emellett megtagadta az adófizetést és a katonaállítást is. II. Murszilisz követelte Pihhunijasztól a megszállt területek kiürítését, majd a válasz (semmit sem adok vissza neked) után hadjáratot indított a kaszkák ellen. Pihhunijasz a felperzselt föld taktikáját alkalmazta, a későbbiekben minden visszafoglalt települést újjá kellett építeni. A kaszka király rosszul időzített és hadműveleteit nem hangolta össze a szintén lázadó Annijasz hajaszai királlyal, akinek országába több kaszka főember menekült, és okot adott Murszilisznek egy hajasza elleni hadjárathoz is. A hettita győzelem után Pihhunijasz Murszilisz elé járult, hogy a lábai elé boruljon, további sorsa nem ismert.